# Astracantha plumosa
Astracantha plumosa là một loài thực vật có hoa trong họ Đậu. Loài này được (Willd.) Podl. miêu tả khoa học đầu tiên năm 1983.